# Rio Setúbal
Rio Setúbal är ett vattendrag i Brasilien.   Det ligger i delstaten Minas Gerais, i den sydöstra delen av landet, 600 km öster om huvudstaden Brasília.
Omgivningarna runt Rio Setúbal är huvudsakligen savann. Runt Rio Setúbal är det ganska glesbefolkat, med 22 invånare per kvadratkilometer.